# S/S Forlandet
S/S Forlandet är ett norskt ångfartyg som byggdes 1929 som valfångstfartyg åt Compañía Argentina de Pesca i Buenos Aires i Argentina. 
Hon byggdes av Bokerøens Skibsbyggeri i Svelvik och utrustades med en trecylindrig kompoundångmaskin med 650 hästkrafter på Bergens Mekaniske Verksted. Fartyget  fick namnet Foca och stationerades i Grytviken i Sydgeorgien. År 1927 byggdes ångmaskinen om från kol- till oljeeldning.

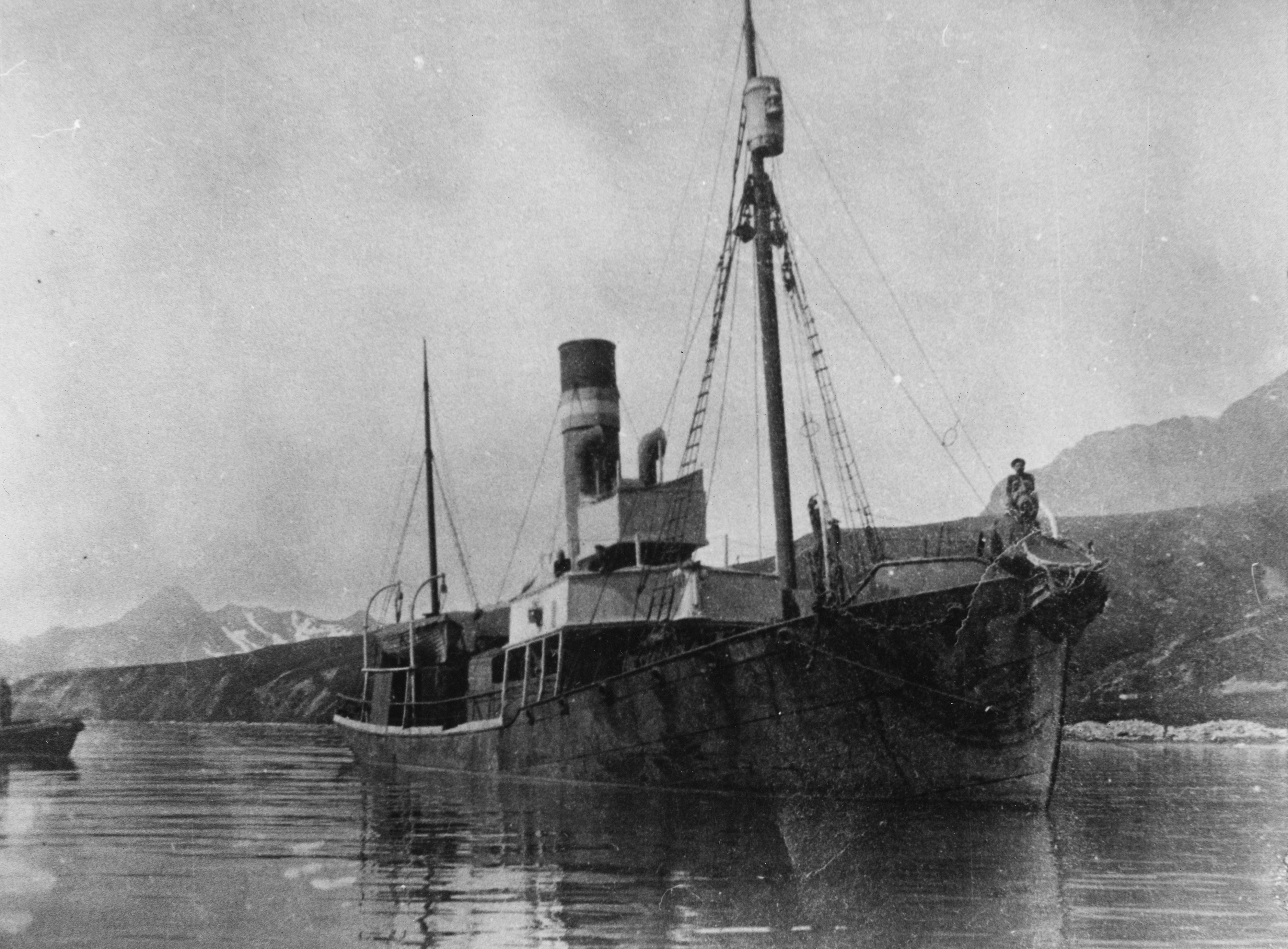
Forca i Sydgeorgien, 1921.

År 1929 övertogs Foca av valfångstsbolaget Atlas, som redan hade fyra fångstfartyg, och döptes följaktligen om till Femern (nr fem).  Hon arbetade tillsammans med valkokeriet Solglimt från Larvik till 1931 då hon såldes till Framnæs Mekaniske Værksted i Sandefjord. Fartyget  döptes om till Forlandet och avsikten var först att hon skulle fånga val i Norra ishavet, men hon låg kvar vid varvet till 1935 och byggdes om till bogserbåt. Forlandet gjorde tjänst som bogserbåt, isbrytare och hjälpfartyg vid Framnæs Mekaniske værksted till 1983 då hon såldes till Stiftelsen Norsk Fartøyvern.
I februari  2016 såldes Forlandet till Stiftelsen Sandefjord Kystkultursenter, som har påbörjat renoveringen, och samma år K-märktes hon av Riksantikvaren. Fartyget är i gott skick med bevarad inredning från 1935. Ångmaskinen, som inte används för närvarande, är liksom  ångpannan i originalskick.